# Теодорув (Воломінський повіт)
Теодорув (пол. Teodorów) — село в Польщі, у гміні Домбрувка Воломінського повіту Мазовецького воєводства.
Населення — 78 осіб (2011).
У 1975-1998 роках село належало до Остроленцького воєводства.

## Демографія
Демографічна структура станом на 31 березня 2011 року:
|          | Загалом | Допрацездатний вік | Працездатний вік | Постпрацездатний вік |
| -------- | ------- | ------------------ | ---------------- | -------------------- |
| Чоловіки | 40      | 14                 | 23               | 3                    |
| Жінки    | 38      | 12                 | 19               | 7                    |
| Разом    | 78      | 26                 | 42               | 10                   |